# Game Boy Camera
La Game Boy Camera, commercialisée sous le nom de Pocket Camera (ポケットカメラ) au Japon, est une gamme d'accessoires Nintendo initialement commercialisée le 21 février 1998 pour stimuler les ventes de la console de jeu vidéo portable Game Boy alors encore en noir et blanc. Elle est également compatible avec les futures Game Boy (à l'exception de la Game Boy Micro). Elle est déclinée en cinq coloris : bleu, rouge, vert, jaune ou violet (ce dernier seulement disponible au Japon).
La Game Boy Camera permet de stocker 30 photographies en 4 niveaux de gris, d'une taille de 128*112 pixels. La caméra intègre aussi quelques filtres ; classique, à grains, ainsi que noir et blanc. 
Il existe plusieurs méthodes pour extraire les photos de la Game Boy Camera pour les lire sur un ordinateur. 
L'imprimante Game Boy Printer en est l'extension directe, vendue avec des feuillets (puis recharges), elle permettait aussi d'imprimer des images présentes dans certains titres Game Boy et Game Boy Color (Super Mario Bros. Deluxe, The Legend of Zelda: Link's Awakening DX ou Pokémon Jaune par exemple).

## Jeux
Les trois modes principaux incluent :
- Shoot : prendre des photos
- View : consulter l'album et les shows
- Play : jouer à Space Fever II, la suite de Space Fever, à Ball, à Run, run, run et composer une musique avec D.J.

Un menu spécial est disponible en appuyant sur « select » dans l'écran de sélection des modes. Il donne accès à quatre autres modes : 
- Link : échange ou impression de photos
- Special : Fonction Compose et Hot-Spot
- Edit : création d'animations et édition d'albums
- Doodle : dessin et collage

## Description

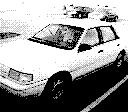
Une voiture photographiée avec une Game Boy Camera.

Les photos prises par la Game Boy Camera peuvent être modifiées à l'aide de plusieurs fonctionnalités. Au moment de la prise de vue, le contraste et la luminosité de l'image peuvent être variés. Il est possible d'ajouter des "effets spéciaux" ; effet miroir, carreau ou de séquence.
À partir de l'écran de visualisation, quatre options sont disponibles : renverser la vue horizontalement ou verticalement (flip), changer le son accompagnant l'obturateur de la caméra (shutter), choisir entre une photo positive ou négative (palette), atténuer les transitions entre les ombres (dither). La fonction « Collage » comprend des « autocollants » amusants, des lettres et symboles pouvant être appliqués à la photo. La fonction « Paint » offre une pratique directe du dessin sur l'image, à travers le choix de différents types de crayons et couleurs.

## Easter eggs
La Game Boy Camera possède quelques easter eggs. Le menu contient notamment une option "Run", qui fait référence au traditionnel bouton de fuite sur l'interface de combat des jeux vidéo de rôle. Si la plupart du temps, appuyer sur ce bouton affichera un écran disant You are now crossing the equator - Jambo Nintendo! (Vous traversez l'équateur - Jambo Nintendo !)., il pourra aléatoirement afficher des visages de développeurs retouchées via le jeu, avec la mention "Who are you renning from ?" littéralement "Qui fuyez vous ?", ou encore "Don't be silly !", "Ne soyez pas idiot !", les retouches sur les visages et la musique se jouant durant cette séquence ont souvent oppressé les jeunes joueurs, ne comprenant pas trop ce qu'il se passait. Ce genre de visage pouvait également apparaître en cas d'erreur du programme : par exemple, si l'utilisateur voulait lancer une animation vide. Les versions occidentales et asiatiques présentaient des visages différents.
Le danseur apparaissant en arrière-plan des crédits du jeu ne serait autre que Shigeru Miyamoto, la musique se jouant durant cette séquence est un remix d'un thème de la saga Earthbound.
Sur l'écran titre, en appuyant sur le bouton haut de la croix directionnelle, Mario effectue la danse plus rapidement, à l'inverse son rythme ralenti lorsque le bouton bas est utilisé. 
Tout en prenant une photo, si n'importe quel bouton sur la croix directionnelle est enfoncé rapidement, la palette de couleurs va s'inverser, le blanc devient noir, et vice versa sur le monochrome de l'écran. Ceci est combiné avec l'effet sonore d'un klaxon de voiture.
Il y a plusieurs différences dans la version japonaise. Par exemple, le premier boss de Space Fever II est une image dessinée ; Mario danse différemment ; les photos 2 et 7 sont différentes ; presque tous les timbres sont différents ; il n'y a pas de timbres Mario ; il y a un cachet Pokémon ; la page d'animation montre une fille d'anime; les cadres sauvages 2, 5 et 6 sont des cadres Pokémon; la page d'édition montre une maison d'oiseau, une poupée, un visage, et heureux; et enfin, les photos de l'album B sont différents.